# Lijst van spelers van Minnesota United FC
Deze lijst omvat voetballers die bij de Amerikaanse voetbalclub Minnesota United FC spelen of gespeeld hebben. Spelers die actief waren voor de gelijknamige voorloper van deze club, Minnesota United FC (2010-2016) (voorheen NSC Minnesota en Minnesota Stars geheten), staan in deze lijst opgenomen met een (N) achter de naam. De spelers zijn alfabetisch gerangschikt.

## A
- Kalif Alhassan (N)
- Brandon Allen
- Ely Allen (N)
- Osvaldo Alonso
- Kyle Altmann (N)
- John Alvbåge
- Mike Ambersley (N)
- Bernardo Añor (N)
- Andrés Arango (N)
- Bryan Arguez (N)

## B
- J. C. Banks (N)
- Etienne Barbara (N)
- Jack Blake (N)
- Michael Boxall
- Simone Bracalello (N)
- Jeb Brovsky (N)
- Marc Burch
- Rafael Burgos (N)
- Edi Buro (N)

## C
- Tiago Calvano (N)
- Francisco Calvo
- Pablo Campos (N)
- Steward Ceus (N)
- Thomás Chacón
- Shawn Chin (N)
- Chris Clements (N)
- Jeff Cosgriff (N)
- Louis Crayton (N)
- Sam Cronin
- Danny Cruz (N)
- Brian Cvilikas (N)

## D
- Omar Daley (N)
- Abu Danladi
- Justin Davis (N)
- Sean De Silva (N)
- Devin Del Do (N)
- Vadim Demidov
- Cristiano Dias (N)
- Hassani Dotson

## F
- Ethan Finlay
- Fernando Bob
- Floyd Franks (N)
- Kevin Friedland (N)

## G
- Gao Leilei (N)
- Chase Gasper
- Sandy Gbandi (N)
- John Gilkerson (N)
- Alexi Gómez
- Andrei Gotsmanov (N)
- Thomas Granum (N)
- Joe Greenspan
- Ján Greguš
- Maxwell Griffin (N)
- Two-Boys Gumede (N)

## H
- Anthony Hamilton (N)
- Harrison Heath
- Luis Heitor-Piffer (N)
- Mitch Hildebrandt (N)
- Neil Hlavaty (N)

## I
- Miguel Ibarra (N)
- Romario Ibarra
- Fuad Ibrahim (N)
- Ibson (N)

## J
- Ismaila Jome (N)
- Greg Jordan (N)
- Juliano (N)

## K
- Bashkim Kadrii
- Brent Kallman (N)
- Brian Kallman (N)
- Chris Klute (N)

## L
- Lance Laing (N)
- Matt Lampson
- José Leitón
- Robin Lod
- Andy Lorei (N)
- Scott Lorenz (N)
- Damion Lowe (N)
- Luiz Fernando

## M
- Calum Mallace (N)
- Carter Manley
- Vito Mannone
- Collin Martin
- Patrick McLain
- Tyrone Mears
- Daniel Mendes (N)
- Pedro Mendes (N)
- Johnny Menyongar (N)
- Romain Métanire
- Eric Miller
- Wilfried Moimbé
- Kevin Molino
- Geison Moura (N)
- Luke Mulholland (N)

## N
- Sammy Ndjock (N)
- Sam Nicholson
- Martin Nuñez (N)
- Tino Nuñez (N)

## O
- Lawrence Olum
- Wyatt Omsberg
- Ike Opara

## P
- Frantz Pangop
- Stéfano Pinho (N)
- Aaron Pitchkolan (N)
- Nate Polak (N)
- Tyler Polak (N)
- Mackenzie Pridham (N)

## Q
- Darwin Quintero

## R
- Christian Ramirez (N)
- Michael Reed (N)
- Ángelo Rodríguez
- Lucas Rodríguez (N)

## S
- Mohammed Saeid
- Evan Sassano (N)
- Daryl Sattler (N)
- Rasmus Schüller
- Bobby Shuttleworth
- Ben Speas (N)
- Jonny Steele (N)
- Jack Stewart (N)

## T
- Kentaro Takada (N)
- Duncan Tarley (N)
- Jermaine Taylor
- Ernest Tchoupe (N)
- Jérôme Thiesson
- Connor Tobin (N)
- Mason Toye
- Wil Trapp

## U
- Siniša Ubiparipović (N)
- Warren Ukah (N)

## V
- Matt Van Oekel (N)
- Alejandro Vela (N)
- Johan Venegas
- Kevin Venegas (N)

## W
- Amani Walker (N)
- Travis Wall (N)
- Collen Warner
- Joe Warren (N)
- Daniel Wasson (N)
- Jamie Watson (N)
- Ryan Woods (N)
- Leland Wright (N)

## Y
- Yago (N)